# Reinier Paping

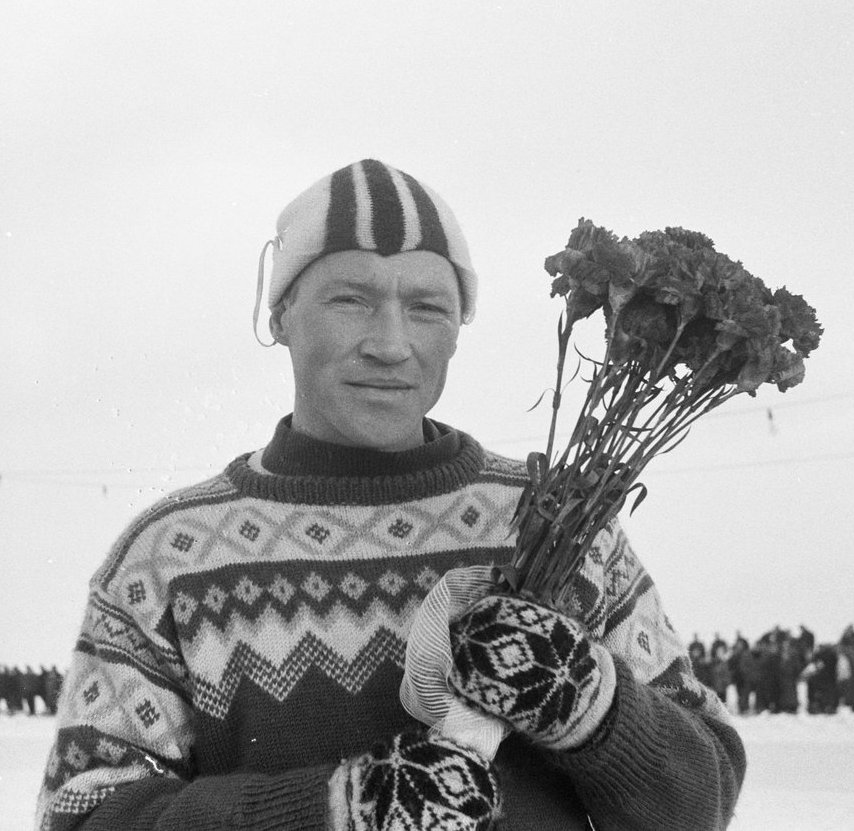
Reinier Paping nach seinem Sieg bei der Elfstedentocht 1963

Reinier Paping (* 18. Februar 1931 in Dedemsvaart, Provinz Overijssel; † 20. Dezember 2021) war ein niederländischer Eisschnellläufer auf der Langstrecke. Bekanntheit erlangte er als Sieger der unter widrigen Witterungsbedingungen durchgeführten Elfstedentocht im Jahr 1963, bei der nur rund 100 der insgesamt etwa 9000 Teilnehmer das Ziel erreichten.

## Leben
Paping wuchs in seinem Heimatort mit acht Geschwistern auf. Sein Vater war zunächst Landwirt, arbeitete später dann als Textilkaufmann und Ladenbesitzer. Nach dem seinerzeit üblichen erweiterten Schulabschluss in den Niederlanden ging Paping auf das Jungeninternat in Amersfoort. 1959 erhielt er sein Diplom als Sportlehrer am Centraal Instituut Opleiding Sportleiders (CIOS) in Overveen.
Seit frühester Jugend war Paping ein begeisterter Sportler, gehörte bereits als 17-Jähriger zur ersten Fußballmannschaft seines Heimatorts, spielte Tennis und war Mitglied im örtlichen Turnverein. Im Eisschnelllauf wurde er mehrmals Regionalmeister der Provinz Overijssel und nahm zwischen 1951 und 1962 fünf Mal an den niederländischen Mehrkampfmeisterschaften teil, mit Platz 4 im Jahr 1955 als bestem Ergebnis. Im selben Jahr lief er bei der Mehrkampfeuropameisterschaft in Falun auf Platz 30 ins Ziel. Sein erstes Tourenrennen absolvierte er am 28. Dezember 1962 bei der Ronde van Spannenburg, in dem er sich hinter Jeen van den Berg als Zweitplatzierter durchsetzte. 
Papings größter Erfolg im Eisschnelllauf war der Gewinn der Elfstedentocht am 18. Januar 1963, die als „Hölle von ’63“ in die Geschichte einging. Bei Temperaturen von bis zu −18 °C und heftigem Wind gehörte er vor Sneek gemeinsam mit van den Berg und Jan Uitham (1925–2019) zu einer dreiköpfigen Spitzengruppe. Trotz eines Sturzes bei Hindeloopen konnte er sich nahe Witmarsum etwa zur Hälfte der Gesamtstrecke von den beiden anderen absetzen. Bei Harlingen betrug sein Vorsprung bereits zwei Minuten. Diesen baute er bis Franeker auf acht Minuten aus. Im Ziel traf er 22 Minuten vor dem Zweitplatzierten Uitham nach einer Laufzeit von 10 Stunden und 59 Minuten als Sieger ein. Seine Siegprämie bestand aus zwei Jahreskarten für die Eisbahn in Deventer und einem silbernen Zigarettenetui.
Nach seiner aktiven Zeit betrieb Paping ein Sportgeschäft in Zwolle. Bei der Abstimmung zu De Grootste Nederlander wurde er im Jahr 2004 auf den 145. Platz gewählt. 2013 erschien zum 50. Jubiläum der Elfstedentocht 1963 eine Briefmarke mit seinem Abbild. In Ommen wurde am 15. Februar 2013 eine durch die niederländische Bildhauerin Loeki Leeuwerik geschaffene Statue von Paping aus Neolithharz enthüllt. Nach dem Tod von Jan W. van der Hoorn (1923–2017), dem Sieger des Jahres 1947, war Paping ab dem 5. April 2017 der älteste noch lebende Gewinner der Elfstedentocht. Er starb im Dezember 2021 im Alter von 90 Jahren nach kurzer Krankheit.